# The Diplomat
The Diplomat är en amerikansk thrillerdramaserie från 2023 vars första säsong består av 8 avsnitt. Den hade premiär på Netflix den 20 april 2023. Serien är skapad av Debora Cahn som även skrivit seriens manus. Liza Johnson och Simon Cellan Jones har regisserat.

## Handling
Serien kretsar kring Kate Wyler, spelad av Keri Russell, som är nytillsatt ambassadör för USA i Storbritannien. Rollen som ambassadör passar inte Wyler alls. Egentligen var hon på väg till en tjänst i en Afghanistan istället. Det nya jobbet riskerar att ödelägga både hennes politiska karriär och hennes äktenskap.

## Roller i urval
- Keri Russell – Kate Wyler
- David Gyasi
- Rufus Sewell – Hal Wyler
- Rory Kinnear
- Ato Essandoh
- Adam Silver – Howard